# The Wedding Singer
The Wedding Singer (bra Afinado no Amor) é um filme estadunidense de 1998, do gênero comédia romântica, ambientado nos anos 80 com direção de Frank Coraci.

## Elenco
- Adam Sandler....Robbie Hart
- Drew Barrymore....Julia Sullivan
- Christine Taylor....Holly Sullivan
- Allen Covert....Sammy
- Matthew Glave....Glen Guglia
- Ellen Albertini Dow....Rosie
- Angela Feathestone....Linda
- Alexis Arquette....George Stitzer
- Christina Pickles....Angie Sullivan
- Jodi Thelen....Kate
- Frank Sivero....Andy
- Patrick McTavish....Tyler
- Germini Barnett....Petey
- Kevin Nealon....Sr. Simms
- Steve Buscemi....David "Dave" Veltri
- Jon Lovitz....Jimmie Moore
- David Sean Robinson....Robbie
- Billy Idol....Billy Idol[3]

## Crítica
The Wedding Singer tem recepção favorável por parte da crítica profissional. No Rotten Tomatoes possui Tomatometer de 67% em base de 61 críticas. Por parte da audiência do site a aprovação é de 81%.